# Nhái cây đốm ẩn
Nhái cây đốm ẩn (danh pháp: Philautus abditus) là một loài ếch trong họ Rhacophoridae. Chúng là loài đặc hữu của Việt Nam.
Môi trường sống tự nhiên của chúng là các khu rừng ẩm ướt đất thấp nhiệt đới hoặc cận nhiệt đới. Loài này đang có khả năng bị đe dọa do mất môi trường sống.